# Luciana Mascaraña
Luciana Elisabeth Mascaraña (* 28. Oktober 1981) ist eine uruguayische Fußballschiedsrichterassistentin.
Seit 2010 steht sie auf der Liste der FIFA-Schiedsrichter und leitet internationale Fußballpartien. Sie ist langjährige Schiedsrichterassistentin von Claudia Umpiérrez.
Mascaraña war unter anderem Schiedsrichterassistentin bei der Weltmeisterschaft 2015 in Kanada und bei der Weltmeisterschaft 2019 in Frankreich, bei denen sie als Assistentin von Claudia Umpiérrez jeweils drei WM-Spiele leitete.
Im Oktober und November 2019 bildeten Umpiérrez, Mascaraña und Mónica Amboya mit ihrer Nominierung für die U-17-Weltmeisterschaft 2019 in Brasilien, bei der sie drei Einsätze hatten, das erste weibliche Schiedsrichterinnen-Trio bei einer Herren-Weltmeisterschaft.
Zudem war Mascaraña bei der Copa Libertadores Femenina 2016 und der Copa América 2022 in Kolumbien sowie bei der U-17-Weltmeisterschaft 2012 in Aserbaidschan, bei der U-17-Weltmeisterschaft 2014 in Costa Rica, bei der U-20-Weltmeisterschaft 2018 in Frankreich und bei der U-17-Weltmeisterschaft 2022 in Indien im Einsatz.